# Fécondation externe
 (mars 2015).
Si vous disposez d'ouvrages ou d'articles de référence ou si vous connaissez des sites web de qualité traitant du thème abordé ici, merci de compléter l'article en donnant les références utiles à sa vérifiabilité et en les liant à la section « Notes et références ».

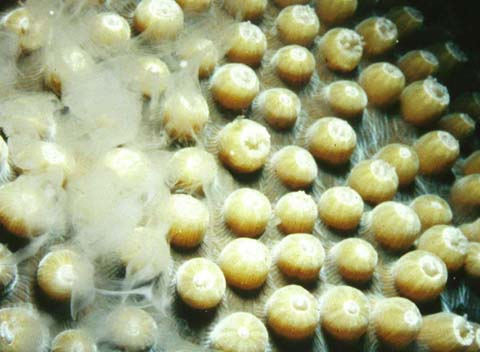
Reproduction de Montastraea cavernosa : éjection des gamètes mâles.

La fécondation externe est un mode de reproduction sexuée où les gamètes mâles et femelle (spermatozoïdes et l'ovule) se reproduisent le plus souvent dans un milieu aquatique dans lequel se produit la fécondation et le développement de l'embryon. Le processus de fécondation externe peut également être appelé frai. Ces œufs ont une coquille qui les protège de l'extérieur, mais qui peut être facilement pénétrée par le sperme.